# 42è Festival Internacional de Cinema de Moscou
El 42è Festival Internacional de Cinema de Moscou es va celebrar entre l'1 i el 8 d'octubre de 2020. El Jordi d'Or fou atorgat a la pel·lícula russa Blokadnii dnevnik d'Andrei Zàitsev.

## Desenvolupament
Durant la cerimònia d'apertura, l'actriu Svetlana Krutxkova va recollir el premi Stanislavski per la seva carrera.

## Jurat
- Timur Bekmambetov (president del jurat), director
- Alex Iordachescu, director
- Brian Viner, periodista
- Mahmood Soliman, director
- Marina Aleksandrova, actriu

## Selecció

### En competició internacional
- Blokadnii dnevnik (Блокадный дневник) d'Andrei Zaitsev
- Dissolve de Kim Ki-duk
- Doch' Rybaka d'Ismail Safarali
- Medida provisória de Lázaro Ramos
- Na dal'nikh rubejakh (На дальних рубежах) de Maksim Datxkin
- Sud'ba de Zhanna Issabayeva
- Hilda de Rishi Pelham
- Hypnosis (Гипноз) de Valeri Todorovski
- Gölgeler İçinde d'Erdem Tepegöz
- Katzefet ve Duvdevanim de Gurt Bentvich
- Ukuni Koina de Jadab Mahanta
- Berliner de Marian Crișan
- Melodia strunnogo dereva (Мелодия струнного дерева) d'Irina Ievteieva

### Pel·lícula d'apertura
- Serebrianie kon'ki (Серебряные коньки) de Mikhaïl Loсkxin

### Pel·lícula de clausura
- Na ostrie (На острие) d'Eduard Bordukov

## Palmarès

### Competició internacional
- Gran Premi : Blokadnii dnevnik (Блокадный дневник) d'Andrei Zàitsev
- Premi al millor director : Hilda de Rishi Pelham
- Premi a la millor actriu : Megan Purvis pel seu paper a Hilda
- Premi al millor actor : Gurt Bentvich pel seu paper a Katzefet ve Duvdevanim
- Prix spécial du jury : Gölgeler İçinde d'Erdem Tepegöz

### Premi especial
- Premi Stanislavski: Svetlana Krutxkova